# Bussière-Boffy
Bussière-Boffy è un comune francese soppresso e frazione del dipartimento dell'Alta Vienne nella regione dell'Aquitania-Limosino-Poitou-Charentes. Dal 1º gennaio 2016 si è fuso con il comune di Mézières-sur-Issoire per formare il nuovo comune di Val-d'Issoire.

## Società

### Evoluzione demografica
Abitanti censiti